# Sonia Mendoza Díaz
Sonia Mendoza Díaz (Matehuala, San Luis Potosí; 22 de febrero de 1969) es una política mexicana, exintegrante del PAN, diputada local de 2006 a 2009, diputada federal del 2009 hasta 2012 y senadora de la República para el periodo 2012-2018.
Sonia Mendoza Díaz es abogada egresada de la Universidad Autónoma de San Luis Potosí, ha sido diputada local, Presidenta de la Junta de Coordinación Política del Congreso del Estado, Síndico Municipal del Ayuntamiento de Matehuala y Delegada Federal de la Secretaría de la Reforma Agraria.
Dentro de su experiencia como docente ha sido catedrática del Instituto Tecnológico de Matehuala y de la Universidad de Matehuala entre otras. 
En su experiencia partidista dentro del PAN, ha ocupado cargos diversos:
- Presidenta del Comité Directivo Municipal de Matehuala
- Consejera Nacional del PAN
- Consejera Estatal
- Miembro del Comité Directivo Estatal
- Coordinadora del Grupo Parlamentario del Congreso Local.

Actualmente, en el Senado, es Vicecoordinadora de Vinculación Política del Grupo Parlamentario del PAN e integra las siguientes comisiones:
- Primera de Estudios Legislativos
- Jurisdiccional
- Primera de Puntos Constitucionales
- Reforma del Estado.